# Alexandre Blanchet
Alexandre Blanchet (* 23. April 1882 in Pforzheim; † 25. Dezember 1961 in Genf) war ein Schweizer Künstler.
Alexandre Blanchet wurde am 23. April 1882 in Pforzheim als Sohn eines Westschweizers geboren. Er wuchs in Genf auf, wo er auch an der École des Beaux-Arts ein Studium absolvierte. Nach seinen Kunststudien in Genf hielt sich Blanchet von 1907 bis 1914 in Paris auf, wo er von Paul Cézanne und dem Kubismus beeinflusst wurde. 1913 stellte er mit anderen Künstlern bei der Internationalen Wanderausstellung in New York, Chicago und Boston aus. Anfangs arbeitete er mit Plastizität und Räumlichkeit, später wurde sein Schaffen klassizistischer und er schuf grossflächige Wandbilder, wie das Wandgemälde im Bundesgericht in Lausanne. Von 1930 bis 1942 lehrte er an der École des Beaux-Arts in Genf. Zusammen mit René Auberjonois gilt er als Erneuerer der Westschweizer Malerei.